# Adalbert zu Stolberg-Stolberg
Adalbert Graf zu Stolberg-Stolberg (* 5. Januar 1840 in Weidenhof bei Breslau; † 16. August 1885 in Jakobskirch, Landkreis Glogau) war ein schlesischer Rittergutsbesitzer und Mitglied des Reichstags des Deutschen Kaiserreichs.

## Leben
Adalbert zu Stolberg-Stolberg war ein Enkel des bekannten Dichters Graf Friedrich Leopold zu Stolberg-Stolberg. Er war Besitzer des schlesischen Ritterguts Jakobskirch und Ehrenritter des Malteserordens. Von 1884 bis zu seinem Tod im Jahre 1885 war er Reichstagsabgeordneter für den Wahlkreis Oppeln 10 (Neustadt O.S.) und die Zentrumspartei.
Sein Bruder Friedrich zu Stolberg-Stolberg, sein Onkel Cajus zu Stolberg-Stolberg, sein Vetter Alfred zu Stolberg-Stolberg und sein Schwiegervater Gustav von Saurma-Jeltsch waren ebenfalls Reichstagsabgeordnete des Deutschen Kaiserreichs.